# Campeonato Europeu Júnior de Natação de 2016
O Campeonato Europeu Júnior de Natação de 2016 foi a 43ª edição do evento organizado pela Liga Europeia de Natação (LEN). A competição foi realizada entre os dias 6 e 10 de julho de 2016 em Hódmezővásárhely na Hungria. Teve como destaque a Rússia com 11 medalhas de ouro. 

## Medalhistas
Os resultados foram os seguintes. 

### Masculino
| Evento          | Ouro                                                                               | Ouro        | Prata                                                                                        | Prata    | Bronze                                                                              | Bronze   |
| 50 m Livre      | Itália · Giovanni Izzo                                                             | 22.09       | Croácia · Bruno Blaskovic                                                                    | 22.25    | Reino Unido · Thomas Fannon                                                         | 22.30    |
| 100 m Livre     | Itália · Alessandro Miressi                                                        | 49.40       | Ucrânia · Serhii Shevtsov                                                                    | 49.57    | Croácia · Karlo Noah Paut                                                           | 49.64    |
| 200 m Livre     | Polónia · Kacper Stokowski                                                         | 1:48.51     | Moldávia · Alexei Sancov                                                                     | 1:48.54  | Hungria · Richard Marton Polónia · Mateusz Arndt                                    | 1:49.37  |
| 400 m Livre     | Alemanha · Moritz Brandt                                                           | 3:48.57     | Suécia · Victor Johansson                                                                    | 3:50.21  | Hungria · Richard Marton                                                            | 3:52.01  |
| 800 m Livre     | Suécia · Victor Johansson                                                          | 7:56.64     | Reino Unido · Tom Derbyshire                                                                 | 7:59.78  | Alemanha · Thore Bermel                                                             | 8:00.45  |
| 1500 m Livre    | Reino Unido · Tom Derbyshire                                                       | 15:08.31    | Espanha · Albert Escrits Manosa                                                              | 15:11.60 | Suécia · Victor Johansson                                                           | 15:15.24 |
| 50 m Costas     | Rússia · Kliment Kolesnikov                                                        | 24.94 , WJR | Espanha · Hugo Gonzalez De Oliveira                                                          | 25.31    | Grécia · Nikolaos Sofianidis                                                        | 25.44    |
| 100 m Costas    | Rússia · Kliment Kolesnikov                                                        | 53.65 , WJR | Irlanda · Conor Ferguson                                                                     | 54.49    | Grécia · Nikolaos Sofianidis                                                        | 54.57    |
| 200 m Costas    | Espanha · Hugo Gonzalez De Oliveira                                                | 1:57.00     | Polónia · Jakub Skierka                                                                      | 1:57.97  | Itália · Jacopo Bietti                                                              | 1:57.99  |
| 50 m Peito      | Croácia · Nikola Obrovac                                                           | 27.66       | Itália · Nicolò Martinenghi                                                                  | 27.73    | Itália · Federico Poggio                                                            | 27.86    |
| 100 m Peito     | Itália · Nicolò Martinenghi                                                        | 1:00.30     | Itália · Federico Poggio                                                                     | 1:01.13  | Reino Unido · David Murphy                                                          | 1:02.30  |
| 200 m Peito     | Rússia · Kirill Mordashev                                                          | 2:11.18     | Itália · Nicolò Martinenghi                                                                  | 2:12.95  | Áustria · Christopher Rothbauer                                                     | 2:13.07  |
| 50 m Borboleta  | Ucrânia · Andrii Khloptssov                                                        | 23.51       | Espanha · Alberto Lozano Mateos                                                              | 23.53    | Estónia · Kregor Zirk                                                               | 24.02    |
| 100 m Borboleta | Rússia · Egor Kuimov                                                               | 52.39       | Rússia · Roman Shevliakov                                                                    | 52.70    | Espanha · Alberto Lozano Mateos                                                     | 52.75    |
| 200 m Borboleta | Hungria · Kristóf Milák                                                            | 1:56.77     | Bulgária · Antani A Ivanov                                                                   | 1:57.11  | Polónia · Damian Chrzanowski                                                        | 1:57.49  |
| 200 m Medley    | Reino Unido · Joe Litchfield                                                       | 2:01.07     | Hungria · Marton Barta                                                                       | 2;01.13  | Itália · Lorenzo Glessi                                                             | 2:01.30  |
| 400 m Medley    | Espanha · Hugo Gonzalez De Oliveira                                                | 4:17.27     | Hungria · Marton Barta                                                                       | 4:18.51  | Hungria · Zoltan Drigan                                                             | 4:20.84  |
| 4x100 m Livre   | Rússia · Ivan Girev · Mikhail Vekovishchev · Evgenii Galchenko · Semen Shakhanov   | 3:19.29     | Itália · Alessandro Miressi · Lorenzo Glessi · Stefano Di Cola · Giovanni Izzo               | 3:19.42  | Polónia · Karol Ostrowski · Jakub Kraska · Bartosz Piszczorowicz · Kacper Stokowski | 3:21.10  |
| 4x200 m Livre   | Polónia · Kacper Stokowski · Mateusz Arndt · Mateusz Kasztelan · Antoni Kaluzynski | 7:18.01     | Rússia · Aleksei Rtishchev · Mikhail Vekovishchev · Emil Mukhametzianov · Petr Zhikharev     | 7:19.47  | Israel · Tomer Frankel · Itay Karmi · Denis Loktev · Alon Shami                     | 7:23.03  |
| 4x100 m Medley  | Itália · Jacopo Bietti · Nicolò Martinenghi · Lorenzo Glessi · Alessandro Miressi  | 3:37.06     | Rússia · Kliment Kolesnikov · Vitaly Sukhoruchenko · Roman Shevliakov · Mikhail Vekovishchev | 3:38.11  | Polónia · Jakub Skierka · Robert Kusto · Damian Chrzanowski · Jakub Kraska          | 3:39.93  |

### Feminino
| Evento          | Ouro                                                                                | Ouro     | Prata                                                                                    | Prata    | Bronze                                                                                        | Bronze   |
| 50 m Livre      | Rússia · Maria Kameneva                                                             | 25.02    | Dinamarca · Julie Kepp Jensen                                                            | 25.37    | Finlândia · Nea-Amanda Heinola                                                                | 25.64    |
| 100 m Livre     | Reino Unido · Freya Anderson                                                        | 54.72    | Chéquia · Barbora Seemanova                                                              | 54.97    | Rússia · Maria Kameneva                                                                       | 55.43    |
| 200 m Livre     | Hungria · Ajna Kesely                                                               | 1:57.96  | Chéquia · Barbora Seemanova                                                              | 1:58.14  | Eslovênia · Janja Segel                                                                       | 1:58.38  |
| 400 m Livre     | Hungria · Ajna Kesely                                                               | 4:08.10  | Reino Unido · Holly Hibbott                                                              | 4:08.40  | Rússia · Anastasiia Kirpichnikova                                                             | 4:11.61  |
| 800 m Livre     | Hungria · Ajna Kesely                                                               | 8:34.37  | Portugal · Tamila Hryhorivna Holub                                                       | 8:36.57  | Alemanha · Lea Boy                                                                            | 8:36.86  |
| 1500 m Livre    | Portugal · Tamila Hryhorivna Holub                                                  | 16:20.80 | Alemanha · Celine Rieder                                                                 | 16:25.03 | Itália · Sveva Schiazzano                                                                     | 16:26.16 |
| 50 m Costas     | Rússia · Polina Egorova                                                             | 28.43    | Itália · Tania Quaglieri                                                                 | 28.46    | Rússia · Maria Kameneva                                                                       | 28.53    |
| 100 m Costas    | Itália · Tania Quaglieri                                                            | 1:01.38  | Ucrânia · Maryna Kolesnykova                                                             | 1:01.67  | Reino Unido · Anna Maine                                                                      | 1:02.04  |
| 200 m Costas    | Reino Unido · Tazmin Pugh                                                           | 2:11.12  | Moldávia · Tatiana Salcutan                                                              | 2:11.69  | Rússia · Polina Egorova                                                                       | 2:11.79  |
| 50 m Peito      | Eslovênia · Tina Celik                                                              | 31.85    | Eslovênia · Tara Vovk                                                                    | 31.93    | Irlanda · Mona McSharry                                                                       | 31.98    |
| 100 m Peito     | Itália · Giulia Verona                                                              | 1:08.32  | Irlanda · Mona McSharry                                                                  | 1:08.88  | Eslovênia · Tina Celik                                                                        | 1:09.74  |
| 200 m Peito     | Itália · Giulia Verona                                                              | 2:26.53  | Reino Unido · Layla Black                                                                | 2:29.11  | Reino Unido · Emma Cain                                                                       | 2:29.94  |
| 50 m Borboleta  | Rússia · Maria Kameneva                                                             | 26.22    | Suécia · Sara Junevik                                                                    | 26.98    | Rússia · Polina Egorova                                                                       | 27.01    |
| 100 m Borboleta | Rússia · Polina Egorova                                                             | 59.00    | Hungria · Petra Barocsai                                                                 | 59.87    | Reino Unido · Laura Stephens                                                                  | 59.94    |
| 200 m Borboleta | Reino Unido · Emily Large                                                           | 2:08.87  | Alemanha · Julia Mrozinski                                                               | 2:10.16  | Reino Unido · Laura Stephens                                                                  | 2:10.18  |
| 200 m Medley    | Itália · Ilaria Cusinato                                                            | 2:13.03  | Itália · Sara Franceschi                                                                 | 2:13.98  | Sérvia · Anja Crevar                                                                          | 2:14.41  |
| 400 m Medley    | Sérvia · Anja Crevar                                                                | 4:41.54  | Itália · Anna Pirovano                                                                   | 4:42.06  | Reino Unido · Abbie Wood                                                                      | 4:42.13  |
| 4x100 m Livre   | Dinamarca · Emily Gantriis · Signe Bro · Amalie Soeby Mortensen · Julie Kepp Jensen | 3:43.42  | Rússia · Maria Kameneva · Vasilissa Buinaia · Olesia Cherniatina · Katarina Milutinovich | 3:44.35  | Reino Unido · Freya Anderson · Anna Maine · Emily Large · Holly Hibbott                       | 3:45.25  |
| 4x200 m Livre   | Hungria · Fanni Gyurinovics · Janka Juhasz · Petra Barocsai · Ajna Kesely           | 8:02.67  | Reino Unido · Freya Anderson · Hannah Featherstone · Tazmin Pugh · Holly Hibbott         | 8:03.45  | Rússia · Anastasiia Kirpichnikova · Oksana Logvinova · Olesia Cherniatina · Irina Krivonogova | 8:03.65  |
| 4x100 m Medley  | Rússia · Maria Kameneva · Margarita Driamina · Polina Egorova · Vasilissa Buinaia   | 4:05.85  | Itália · Tania Quaglieri · Giulia Verona · Ilaria Cusinato · Sara Ongaro                 | 4:06.94  | Reino Unido · Anna Maine · Layla Black · Laura Stephens · Freya Anderson                      | 4:07.03  |

### Misto
| Evento         | Ouro                                                                                 | Ouro    | Prata                                                                                | Prata   | Bronze                                                                      | Bronze  |
| 4x100 m Livre  | Rússia · Mikhail Vekovishchev · Semen Shakhanov · Vasilissa Buinaia · Maria Kameneva | 3:29.47 | Hungria · Nándor Németh · Richard Marton · Fanni Gyurinovics · Ajna Kesely           | 3:31.62 | Itália · Giovanni Izzo · Alessandro Miressi · Sara Ongaro · Ilaria Cusinato | 3:31.97 |
| 4x100 m Medley | Itália · Tania Quaglieri · Nicolò Martinenghi · Ilaria Cusinato · Alessandro Miressi | 3:50.75 | Rússia · Kliment Kolesnikov · Vitaly Sukhoruchenko · Polina Egorova · Maria Kameneva | 3:51.33 | Reino Unido · Elliot Clogg · David Murphy · Emily Large · Freya Anderson    | 3:52.89 |

## Quadro de medalhas
| Ordem | País        | Medalha de ouro | Medalha de prata | Medalha de bronze | Total |
| ----- | ----------- | --------------- | ---------------- | ----------------- | ----- |
| 1     | Rússia      | 11              | 5                | 6                 | 22    |
| 2     | Itália      | 9               | 8                | 5                 | 22    |
| 3     | Reino Unido | 5               | 4                | 10                | 19    |
| 4     | Hungria     | 5               | 4                | 3                 | 12    |
| 5     | Espanha     | 2               | 3                | 1                 | 6     |
| 6     | Polónia     | 2               | 1                | 4                 | 7     |
| 7     | Alemanha    | 1               | 2                | 2                 | 5     |
| 8     | Suécia      | 1               | 2                | 1                 | 4     |
| 9     | Ucrânia     | 1               | 2                | 0                 | 3     |
| 10    | Eslovênia   | 1               | 1                | 2                 | 4     |
| 11    | Croácia     | 1               | 1                | 1                 | 3     |
| 12    | Dinamarca   | 1               | 1                | 0                 | 2     |
| 12    | Portugal    | 1               | 1                | 0                 | 2     |
| 14    | Sérvia      | 1               | 0                | 1                 | 2     |
| 15    | Irlanda     | 0               | 2                | 1                 | 3     |
| 16    | Chéquia     | 0               | 2                | 0                 | 2     |
| 16    | Moldávia    | 0               | 2                | 0                 | 2     |
| 18    | Bulgária    | 0               | 1                | 0                 | 1     |
| 19    | Grécia      | 0               | 0                | 2                 | 2     |
| 20    | Áustria     | 0               | 0                | 1                 | 1     |
| 20    | Estónia     | 0               | 0                | 1                 | 1     |
| 20    | Finlândia   | 0               | 0                | 1                 | 1     |
| 20    | Israel      | 0               | 0                | 1                 | 1     |
| Total | Total       | 42              | 42               | 43                | 127   |

Legenda
| Recorde mundial       | Recorde mundial (World record)               |                       | Recorde africano                      | Recorde africano (African) |                                           | Q | Classificado por posição (Qualified) |
| Recorde do campeonato | Recorde do campeonato (Championship record)  | Recorde da América    | Recorde da América (Americas)         | q                          | Classificado por melhor tempo (Qualified) |   |                                      |
| Melhor marca do ano   | Melhor marca do ano (World leading)          | Recorde asiático      | Recorde asiático (Asian)              | DNS                        | Não largou (Did not start)                |   |                                      |
| Recorde nacional      | Recorde nacional (National record)           | Recorde europeu       | Recorde europeu (European)            | DNF                        | Não terminou (Did not finish)             |   |                                      |
| Recorde pessoal       | Recorde pessoal do atleta (Personal best)    | Recorde da Oceania    | Recorde da Oceania (Oceania)          | DSQ / DQ                   | Desclassificado (Disqualified)            |   |                                      |
| Recorde da temporada  | Recorde da temporada do atleta (Season best) | Recorde sul-americano | Recorde sul-americano (South America) | NM                         | Sem marca (No mark)                       |   |                                      |